# بری کامپوس
بری کامپوس (انگلیسی: Bri Campos؛ زادهٔ ۳ فوریهٔ ۱۹۹۴) بازیکن فوتبال اهل مکزیک است.
وی همچنین در تیم‌های ملی فوتبال Mexico women's national under-20 football team و زنان مکزیک بازی کرده‌است.